# Azuré de Brown
Polyommatus menelaos
Espèce
L’Azuré de Brown (Polyommatus menelaos) est une espèce d'insectes lépidoptères (papillons) de la famille des Lycaenidae, de la sous-famille des Polyommatinae et du genre Polyommatus.

## Dénominations
Polyommatus menelaos nommé par J. Brown en 1976.

### Noms vernaculaires
L'Azuré de Brown se nomme en anglais Taygetos Blue et en grec Γαλανή λυκαένα του Ταϋγέτου,.

## Description
C'est un petit papillon qui présente un dimorphisme sexuel, le dessus du mâle est bleu pâle bordé d'une bande noire aux antérieures et d'une ligne submarginale de points noirs aux postérieures avec une frange blanche, celui de la femelle est marron clair avec une ligne submarginale de points orange visible aux postérieures et la même frange blanche.
Le revers est gris ocré clair orné de points noirs cerclés de blanc et d'une ligne submarginale de marques jaune orangé.

## Biologie

### Période de vol et hivernation
Il hiverne au stade de jeune chenille. Celles-ci sont ensuite soignées par des fourmis, Camponotus aethiops.
Il vole en une génération de début juin à fin juillet

### Plantes hôtes
Sa plante hôte est un Astragale, Astragalus taygeteus.

## Écologie et distribution
Il n'est présent qu'en Grèce, au monts Taygète et en particulier au col de Langhanda.

### Biotope
Il réside dans des vallons abrités.

### Protection
Pas de statut de protection particulier.

## Systématique
Le nom valide complet (avec auteur) de ce taxon est Polyommatus menelaos Brown, 1976.